# درازمنقارچه‌واران
درازمنقارچه‌واران (نام علمی: Penaeoidea) نام یک بالاخانواده از زیرراسته دارآبشش‌داران است.